# Huerta de Gandía

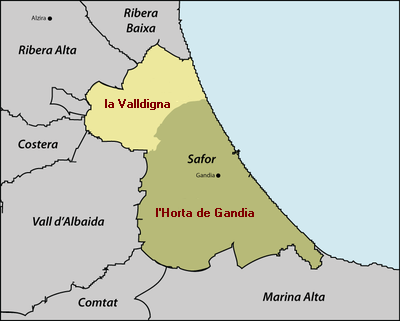
La Huerta de Gandía respecto a la Safor.

Huerta de Gandía (L'Horta de Gandia en valenciano) es una comarca histórica de la Comunidad Valenciana que actualmente se encuentra integrada en la comarca de la Safor. Formaban parte de la misma los actuales municipios de Ador, Alfahuir, Almiserat, Almoines, Alquería de la Condesa, Guardamar de la Safor, Bellreguart, Beniarjó, Beniflá, Benirredrá, Castellonet, Daimuz, Fuente Encarroz, Gandía, Lugar Nuevo de San Jerónimo, Miramar, Oliva, Palma de Gandía, Palmera, Piles, Potríes, Rafelcofer, Real de Gandía, Rótova, y Villalonga. Aparece en el mapa de comarcas de Emili Beüt "Comarques naturals del Regne de València" publicado en el año 1934.